# こんにちは青空たのしです
こんにちは青空たのしです（こんにちはあおぞらたのしです）は、かつてかしわプロダクション制作で、東北地方、新潟県、長野県のNRN系列各局へ配信していたラジオ番組である。一部のネット局では、番組表で従前『こんにちは青空田の志です』と表記していた。

## 概要
- 1983年4月の放送開始で、毎年度上半期（4 - 9月、ナイターインシーズン）にのみ放送していた。
- 5分枠のうち、青空とゲスト（殆どが演歌やムード歌謡の歌手）とのトークは1分強のみに留まり、その後約1分で曲のサワリを流すだけで、CMが番組の残り半分を占めた。
- 独特の節回しによる、長い提供読みが特徴だった。

## パーソナリティ
- 青空たのし - 旧芸名：青空田の志（読みは同じ）

## テーマ曲
- 『一杯のコーヒーから』（作詞：藤浦洸、作曲：服部良一）

## 提供スポンサー
共に建設用鋼板商社である、日鉄住金鋼板がスポンサーの地域と、セキノ興産（本社・富山県富山市）がスポンサーの地域とに分かれている。
なお、2011年度の放送は、オープニングで東日本大震災の「お見舞いメッセージ」を流した。

## 放送終了時のネット局
月曜 - 金曜午後に放送（毎日5分間）。
- 青森放送：13:50 - 13:54頃
「GO!GO!らじ丸」内・日によって変動あり。かつては[いつ?]、13:20 - 13:25の独立番組だった。
- 秋田放送：11:45 - 11:50
2013年度は15:10 - 15:15、ごくじょうラジオに内包。
- IBC岩手放送：12:55 - 13:00
「ワイドステーション」内・2013年4月より。。かつては[いつ?]、同時間帯で独立番組だった。
- 山形放送：12:55 - 13:00
2013年4月より「ゲツキンラジオ ぱんぱかぱーん」内での放送。
- 新潟放送：12:45 - 12:50
2012年4月2日から放送復帰。2013年度は12:50 - 12:55。

放送終了以前にネットを終了した局
- 茨城放送 - 2006年度まで放送。
- 栃木放送 - 2008年度まで放送。
- 東北放送 - 2009年10月2日終了
- ラジオ福島 - 2009年10月2日終了
- 山梨放送 - 2008年度まで放送。
- 信越放送 - 2014年度まで放送。

## 備考
- セキノ興産本社のある富山県の北日本放送は当番組をネットせず、番組タイトルとBGMをそのまま利用し、番組内CMを短縮した体裁のスポットCMが流していた。
- NRN単独局での放送は2009年4月改編時までに、ラジオ単営局での放送は同年10月改編時までに終了した。それ以降は[いつ?]JRNに重複加盟しているラテ兼営局のみでの放送となっていた。